# María Candelaria
María Candelaria este un film romantic mexican din 1943 regizat de Emilio Fernández avându-i în rolurile principale pe Dolores del Río și Pedro Armendáriz. A fost primul film mexican care a fost proiectat la Festivalul Internațional de Film de la Cannes, unde a câștigat Marele Premiu (cunoscut acum ca Palme d'Or), devenind primul film din America Latină care obține acest premiu.
Filmul a ajuns să fie considerat unul dintre cele mai bune ale lui Fernández, în care el portretizează poporul indigen din Mexic cu inocență și demnitate. Fernández a spus că a scris o versiune originală a intrigii pe 13 șervețele în timp ce se afla într-un restaurant. Era îngrijorat pentru că se întâlnea cu Dolores del Río și nu își permitea să-i cumpere un cadou de ziua de naștere. Filmul a fost inițial intitulat Xochimilco, iar protagonista a fost numită María del Refugio.
Temele majore ale filmului includ melodrama, nativitatea, naționalismul și frumusețea Mexicului. María Candelaria este unul dintre cele mai îndrăgite filme din Mexic din toate timpurile și a fost clasat pe locul treizeci și șapte printre primele 100 de filme ale cinematografiei mexicane.

## Intrigă
Un tânăr jurnalist îi cere unui artist bătrân să expună portretul unei femei indigene goale, pe care îl are în biroul său. Pe măsură ce artistul începe să spună povestea din spatele picturii, acțiunea devine un flashback în Xochimilco, Mexic, în 1909, chiar înainte de Revoluția Mexicană. Xochimilco este o zonă cu peisaje frumoase locuite în mare parte de oameni indigeni.
Femeia din tablou este María Candelaria, o tânără indigenă ocolită de propriul ei popor pentru că este fiica unei prostituate. Ea și iubitul ei, Lorenzo Rafael, se confruntă cu o excludere constantă și amenințări. Aceștia sunt criticați și condamnați de orășeni. Sunt onești și muncitori, dar nimic nu le merge niciodată bine. Don Damián, un proprietar de magazin metis gelos care o vrea pe María pentru sine, îi împiedică pe María și Lorenzo să se căsătorească și o urmărește pe Maria pentru o datorie minoră. Maria îi datorează lui Don bani pentru bunuri cumpărate de la el. Ea încearcă să-i vândă florile ei, iar Lorenzo încearcă să-i vândă legume, dar el refuză să le ia. În schimb, el ucide un purcel pe care María și Lorenzo plănuiau să-l crească și să-l vândă pentru profit, astfel încât să aibă destui bani pentru a se căsători. Când María contractează malarie, Don Damián refuză să ofere cuplului chinina necesară pentru a lupta împotriva bolii. Lorenzo intră în magazin pentru a fura medicamentele și ia o rochie de mireasă pentru Maria. Lorenzo ajunge la închisoare pentru furt, iar María acceptă să devină model pentru ca pictorul să plătească pentru eliberarea lui. Artistul începe să-i picteze portretul și apoi îi cere să pozeze nud, ceea ce refuză să facă.
Artistul termină tabloul cu corpul nud al altei femei. Când oamenii din Xochimilco văd pictura, presupun că este María Candelaria. Ei cred că a devenit la fel ca mama ei, așa că o omoară cu pietre, în timp ce Lorenzo se uită neputincios, și apoi dau foc casei ei.
În cele din urmă, Lorenzo evadează din închisoare pentru a transporta trupul fără viață al Mariei prin Canalul Morților al lui Xochimilco.
În mod similar, portretizarea sătenilor cu prejudecăți nu este deosebit de subtilă, deși interacțiunile cu preotul dezvăluie o negociere mai complexă și mai fluctuantă între superstiția cu mintea îngustă și (în acest context) o formă relativ iluminată de creștinism. Temperamentul răuvoitor al femeilor din sat este în contrast cu frumusețea „nevinovată” a Maríei Candelaria – „esența frumuseții autentice mexicane”, potrivit pictorului (Alberto Galán), care este și el crucial în tragedia care se desfășoară.

## Distribuția
- Dolores del Río – Maríei Candelaria
- Pedro Armendáriz – Lorenzo Rafael
- Alberto Galán – pictorul
- Margarita Cortés – Lupe
- Miguel Inclán – don Damián
- Beatriz Ramos – jurnalistul
- Rafael Icardo – preotul
- Julio Ahuet – José Alfonso
- Lupe Inclán – bârfitorul
- Salvador Quiroz – judecătorul
- Nieves – modelul
- Elda Loza – modelul
- Lupe Garnica – modelul
- Arturo Soto Rangel – doctorul
- David Valle González – grefierul
- José Torvay – polițistul
- Enrique Zambrano – doctorul
- Alfonso Jiménez „Kilómetro”
- Irma Torres
- Lupe del Castillo[5]

## Producția
María Candelaria a beneficiat de o perioadă de succes comercial în industria filmului mexican în anii 1940 și 1950. Fernández și Figueroa au lucrat anterior împreună și au împărtășit o viziune similară pentru film. Pe lângă echipa experimentată de producători, filmul a beneficiat de succesul lui Dolores del Río ca actriță prin sistemul stelelor.
Filmul a fost cadoul pe care Emilio Fernández l-a oferit lui Dolores del Río, pentru a compensa maltratarea lui del Río în timpul filmărilor lor pentru Floare de câmp (1943). Temperamentul „bronco” al lui Emilio a apărut de mai multe ori, iar actrița aproape că părăsise filmul. Rugămințile colegilor lor și simțul ridicat al profesionalismului ei au convins-o pe del Río să revină. Cu toate acestea, relația ei cu regizorul devenise îndepărtată. Vinerea Mare din 1943, ziua de naștere a lui del Río, a fost ocazia aleasă de regizor pentru a găsi împăcarea dorită. Pe lângă faptul că avea nevoie de ea ca actriță, Fernández a început să o iubească ca femeie. În relatarea biografică a actriței, scriitorul David Ramón scrie:
„Când a venit rândul lui Emilio Fernández să-i dea cadoul, s-a apropiat de Dolores și a luat o grămadă de șervețele scrise, pe care practic i le-a aruncat și i-a spus: Acesta este cadoul tău de ziua ta, o istorie a cinematografiei. Sper că o să-ți placă, este următorul tău film, se numește Xochimilco. Este al tău, este proprietatea ta, dacă cineva vrea să-l cumpere, îl va cumpăra de la tine."
Cu toate că era un dar generos, Dolores avea îndoielile ei. Ea a spus: „Mai întâi o femeie din mediul rural... Și acum, o femeie indiancă, vrei să joc o indiancă? Eu... desculță?” 
Director de imagine a fost Gabriel Figueroa, iar directorul artistic a fost Jorge Fernández. Editorul a fost Gloria Schoemann, muzica a fost realizată de Francisco Domínguez, iar sunetul a fost realizat de Howard Randall, Jesús González Gancy și Manuel Esperón.

## Recepție
„María Candelaria” a fost analizată de mulți savanți și istorici pentru reprezentarea „indigenei”. Mulți critici laudă acest filme și pe celelalte ale lui Fernández pentru că reprezintă oamenii indigeni într-o lumină mai pozitivă, în timp ce alții susțin că stereotipizarea personajului ca simpla „María Candelaria” este principalul exemplu al lui Fernández despre ceea ce crede el că demonstrează a fi indigen. Autoarea Joanne Hershfield a susținut că Fernández și industria cinematografică mexicană au reprodus și întărit stereotipurile pe care artistul Diego Rivera (pe care se bazează pictorul din film) le-a creat în picturile sale - și anume că indigenii erau „ca niște copii care trebuiau conduși la conștiința socială (și revoluționară) de către elita intelectuală metisă”.
Reprezentarea Mariei ca întruchipare a unei „indigene” are ca rezultat o narațiune care arată cum în această perioadă de timp, contactul dintre criollos și indigeni a dus la suferință pentru ultimii. Filmul a fost atât criticat, cât și lăudat pentru insinuările sale despre populația indigenă și subiectul asimilării.
„María Candelaria” a stârnit multe dezbateri și analize asupra imaginii indigenilor, așa cum este prezentată în cinematografia mexicană din Epoca de Aur.